# Норт-Абінгтон Тауншип (округ Лекаванна, Пенсільванія)
Норт-Абінгтон Тауншип (англ. North Abington Township) — селище (англ. township) в США, в окрузі Лекаванна штату Пенсільванія. Населення — 706 осіб (2020).

## Демографія
Згідно з переписом 2010 року, у селищі мешкали 703 особи в 251 домогосподарстві у складі 193 родин. Було 280 помешкань
Расовий склад населення:
| - 96,2 % — білих - 1,6 % — азіатів - 0,6 % — корінних американців - 0,3 % — чорних або афроамериканців |

До двох чи більше рас належало 1,0 %. Частка іспаномовних становила 1,8 % від усіх жителів.
За віковим діапазоном населення розподілялося таким чином: 26,5 % — особи молодші 18 років, 61,3 % — особи у віці 18—64 років, 12,2 % — особи у віці 65 років та старші. Медіана віку мешканця становила 42,3 року. На 100 осіб жіночої статі у селищі припадало 99,7 чоловіків;  на 100 жінок у віці від 18 років та старших — 99,6 чоловіків також старших 18 років.
Середній дохід на одне домашнє господарство  становив 96 550 доларів США (медіана — 80 441), а середній дохід на одну сім'ю — 101 227 доларів (медіана — 81 375). Медіана доходів становила 60 893 долари для чоловіків та 34 063 долари для жінок. За межею бідності перебувало 3,2 % осіб, у тому числі 2,2 % дітей у віці до 18 років та 0,0 % осіб у віці 65 років та старших.
Цивільне працевлаштоване населення становило 331 особа. Основні галузі зайнятості: освіта, охорона здоров'я та соціальна допомога — 25,7 %, роздрібна торгівля — 13,9 %, науковці, спеціалісти, менеджери — 13,6 %.